# Willy Begarie
Pas d'image ? Cliquez ici

a Compétitions nationales et continentales officielles uniquement.

Willy Bégarie (né le 11 avril 1975 à Toulouse) est un joueur français de rugby à XV qui évolue au poste de pilier au sein de l'effectif de l'US Colomiers de 1999 à 2007.

## Carrière

### Clubs successifs
- 1994-1997 : Stade toulousain
- 1997-1999 : SU Agen
- 1999-2007 : US Colomiers
- 2007- Verfeil

## Palmarès
Avec le Stade toulousain
- Coupe Frantz-Reichel :
  - Champion (1) : 1995